# Liga Mayor de Béisbol Profesional
La Liga Mayor de Béisbol Profesional (o LMBP por sus siglas), es la liga de béisbol profesional de mayor nivel en Venezuela durante el verano, compuesta por ocho equipos locales que compiten entre sí desde mediados de mayo hasta mediados de julio.
A partir de 2023, el rol regular se compondrá por 56 juegos por equipo, igual que la Liga Venezolana de Béisbol Profesional.

## Fundación
En junio de 2021, se concretó el proyecto que varios gerentes de clubes invernales del béisbol venezolano y la propia Federación Venezolana de Béisbol habían buscado por años, lanzar una liga veraniega. 
La finalidad fue llevar béisbol profesional a la población de Venezuela durante todo el año, tal como pasa en México con la Liga Mexicana del Pacífico durante el invierno y la Liga Mexicana de Béisbol durante el verano.
El primer día en la historia de la liga se desarrolló el 6 de agosto de 2021 con tres juegos simultáneos: 
Líderes de Miranda vs. Marineros de Carabobo; Lanceros de La Guaira vs. Senadores de Caracas; Guerreros del Caribe vs. Samanes de Aragua.

## Equipos
| Equipo                 | Ciudad                    | Estadio                            | Capacidad | Fundación | Anexo | Títulos | Subtítulos |
| ---------------------- | ------------------------- | ---------------------------------- | --------- | --------- | ----- | ------- | ---------- |
| Caciques de Distrito   | Caracas, Distrito Capital | Estadio Universitario de Caracas   | 20 723    | 2022      | 2022  | 0       | 0          |
| Centauros de La Guaira | La Guaira, La Guaira      | Estadio Jorge Luis García Carneiro | 14 300    | 2022      | 2022  | 0       | 0          |
| Delfines de La Guaira  | La Guaira, La Guaira      | Estadio Jorge Luis García Carneiro | 14 300    | 2022      | 2022  | 0       | 1          |
| Guerreros de Lara      | Barquisimeto, Lara        | Estadio Antonio Herrera Gutiérrez  | 20 450    | 2023      | 2023  | 0       | 0          |
| Líderes de Miranda     | Maracay, Aragua           | Estadio José Pérez Colmenares      | 12 650    | 2021      | 2021  | 0       | 2          |
| Marineros de Carabobo  | Valencia, Carabobo        | Estadio José Bernardo Pérez        | 16 000    | 2021      | 2021  | 1       | 1          |
| Samanes de Aragua      | Maracay, Aragua           | Estadio José Pérez Colmenares      | 12 650    | 2021      | 2021  | 1       | 0          |
| Senadores de Caracas   | Caracas, Distrito Capital | Estadio Universitario de Caracas   | 20 723    | 2021      | 2021  | 3       | 0          |

## Campeones

### Equipos campeones
| Temporada | Campeón               | Subcampeón            | Resultado final | Mánager Campeón |
| --------- | --------------------- | --------------------- | --------------- | --------------- |
| 2021      | Senadores de Caracas  | Marineros de Carabobo | 4-2             | Víctor Gárate   |
| 2022      | Senadores de Caracas  | Líderes de Miranda    | 4-0             | Víctor Gárate   |
| 2023      | Marineros de Carabobo | Delfines de La Guaira | 4-1             | Robert Pérez    |
| 2024      | Senadores de Caracas  | Líderes de Miranda    | 4-1             | Víctor Gárate   |
| 2025      | Samanes de Aragua     | Delfines de La Guaira | 4-1             | José Tábata     |

### Tabla de campeones
| Equipo                | Campeonatos | Subcampeonatos | Años campeón     |
| --------------------- | ----------- | -------------- | ---------------- |
| Senadores de Caracas  | 3           | 0              | 2021, 2022, 2024 |
| Marineros de Carabobo | 1           | 1              | 2023             |
| Líderes de Miranda    | 0           | 2              |                  |
| Delfines de La Guaira | 0           | 1              |                  |
| Samanes de Aragua     | 1           | 0              | 2025             |